# دونگی، اسلام‌آباد
دونگی (به انگلیسی: Dungi) یک شهر در پاکستان است که در اسلام‌آباد واقع شده‌است. دونگی ۱۱۷٬۵۹۱ نفر جمعیت دارد و ۴۴۱ متر بالاتر از سطح دریا واقع شده‌است.